# منزل ومتحف مارغريت ميتشل
منزل مارغريت ميتشل يقع في مدينة أتلانتا وهو الآن متحف تاريخي يحكي سيرتها. خلال سكنها في هذا المنزل، كتبت مارغيت الجزء الأكبر من روايتها ذهب مع الريح الحائزة على جائزة بوليتزر للرواية.

## تاريخ المنزل
تم بناء المنزل عام 1899م كمنزل سكني. في عام 1919م، تحول إلى شقق سكنية عرفت باسم الشقق الهلالية. ومن ثم سكنت فيه مارغريت ميتشل مع زوجها جون مارش سنة 1925م.

## المتحف
الآن منزلها هو متحف يحكي سيرتها في اتلانتا وتفاصيل حياتها وحقائق حول كتابتها لرويتها المشهورة وعن اسباب انتشارها. المنزل الآن مملوك ومدار بواسطة مركز اتلانتا للتاريخ.

## روابط اضافية
1. الموقع الرسمي

‌